# AM 738 4to
AM 738 4to o Edda oblongata è un frammento di manoscritto islandese cartaceo illustrante la mitologia norrena. Viene datato intorno al 1680. Ora è conservato dall'Istituto Árni Magnússon, a Reykjavík. Esso contiene 13 pagine con 23 illustrazioni di mitologia norrena. "Edda Oblongata" si riferisce alla forma insolitamente lunga rispetto alla sua larghezza.

Alcune illustrazioni tratte dal manoscritto
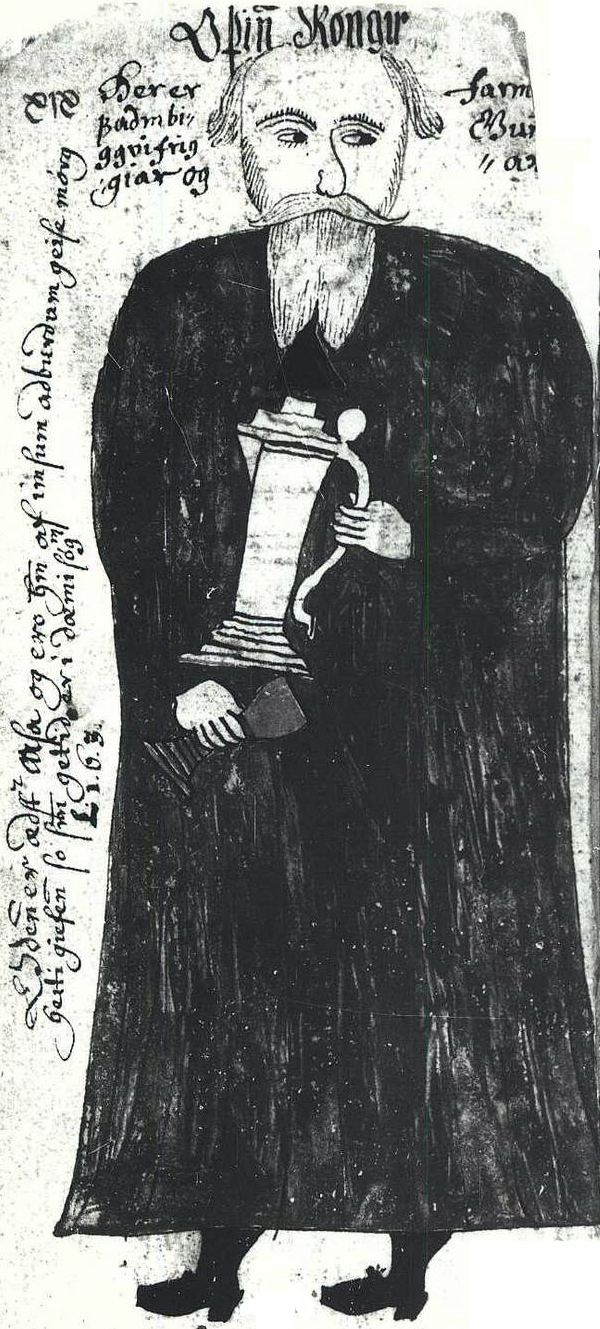
Odin
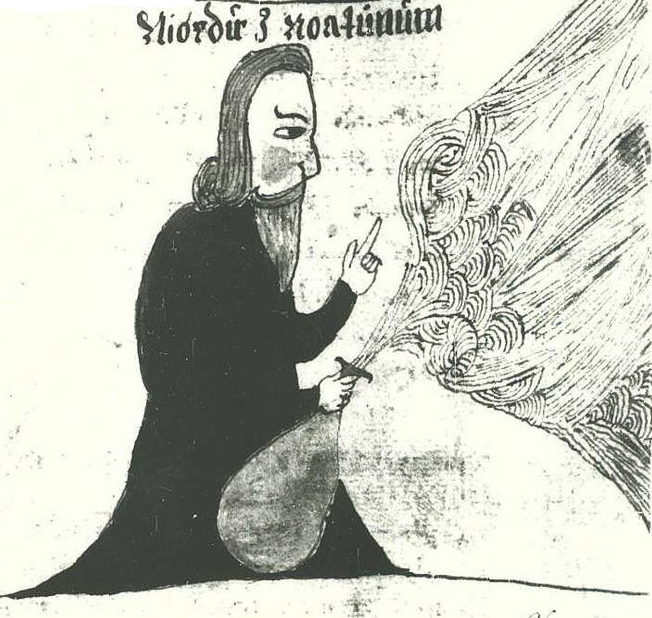
Njörðr
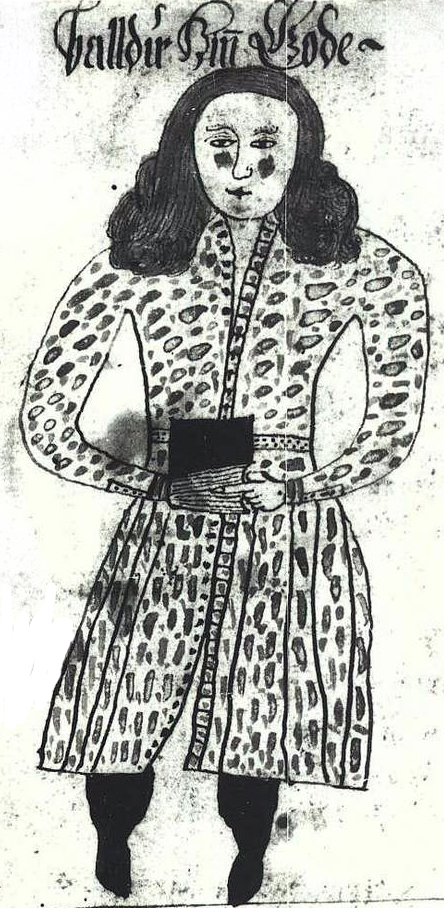
Baldr
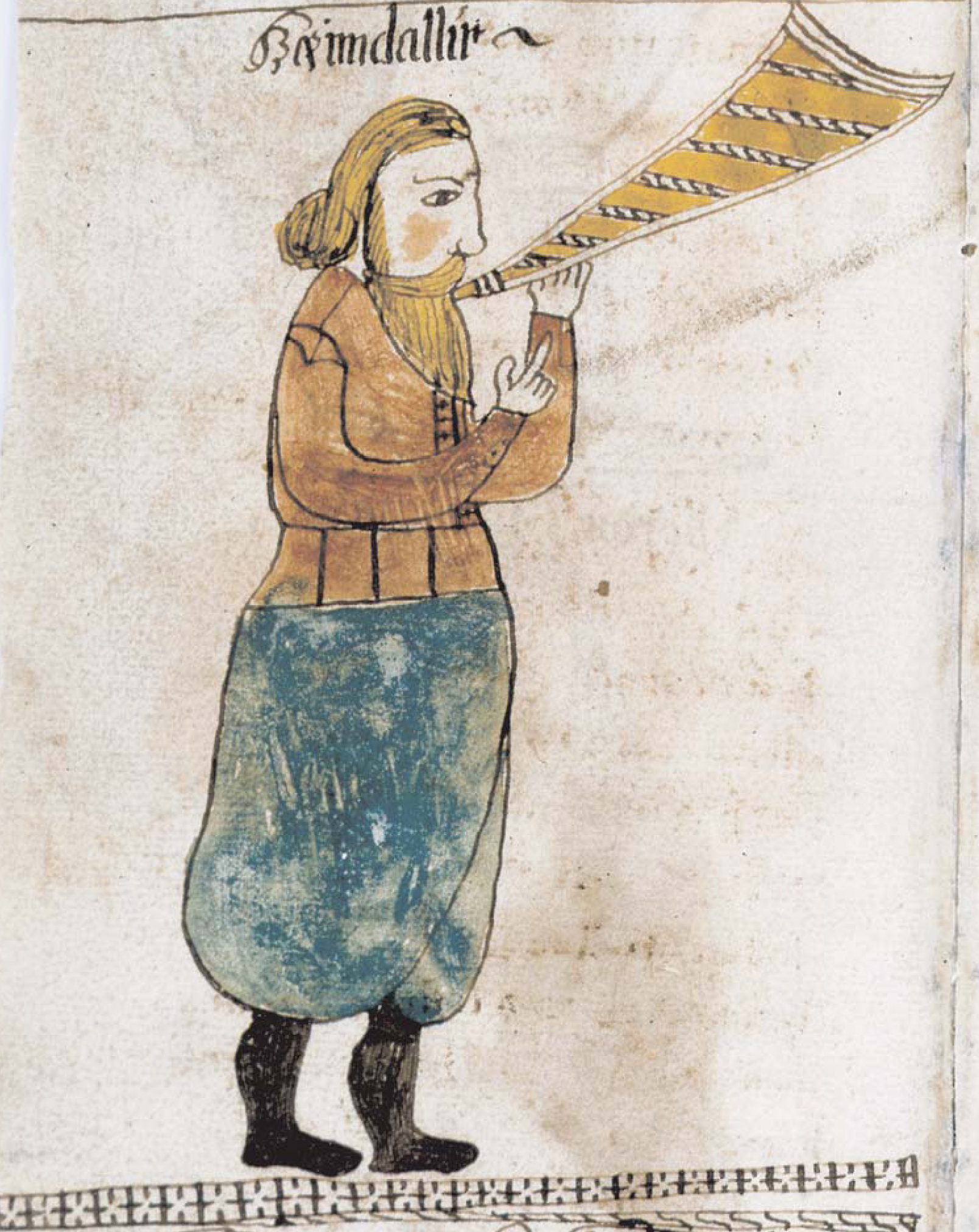
Heimdallr
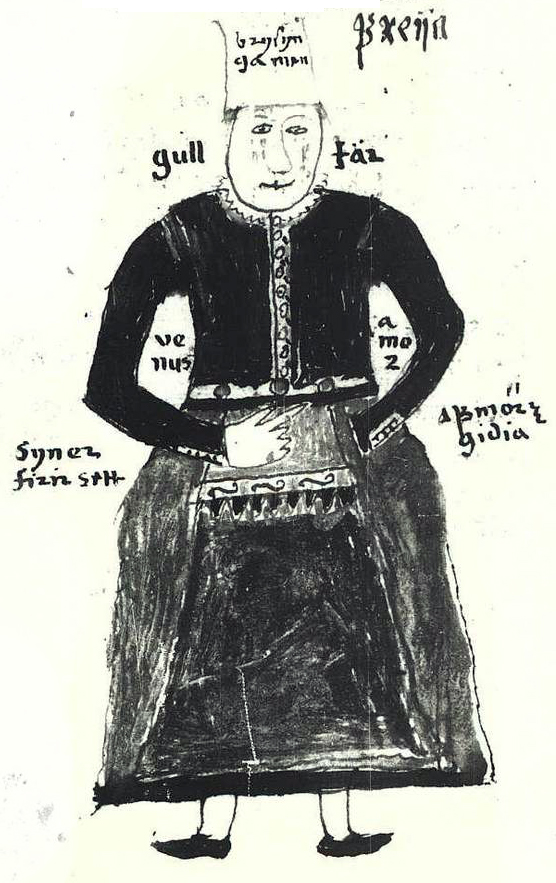
Freyja
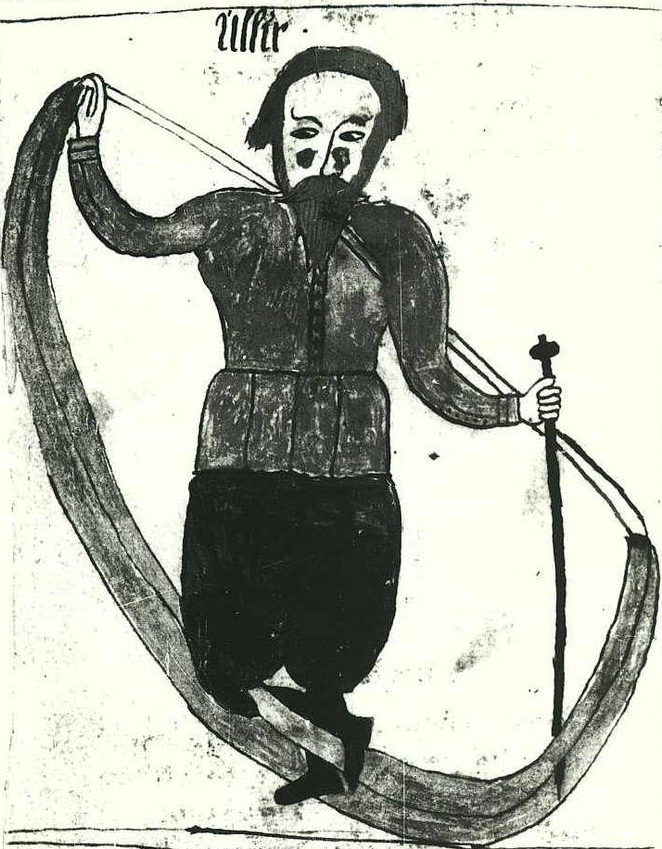
Ullr
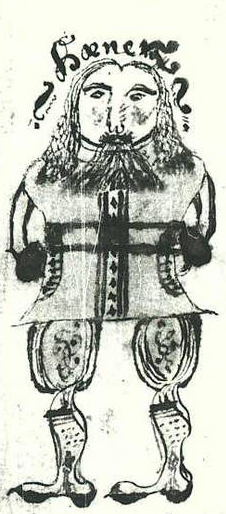
Hœnir
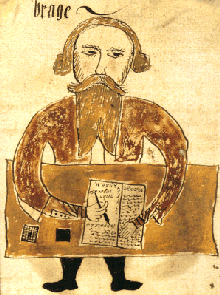
Bragi
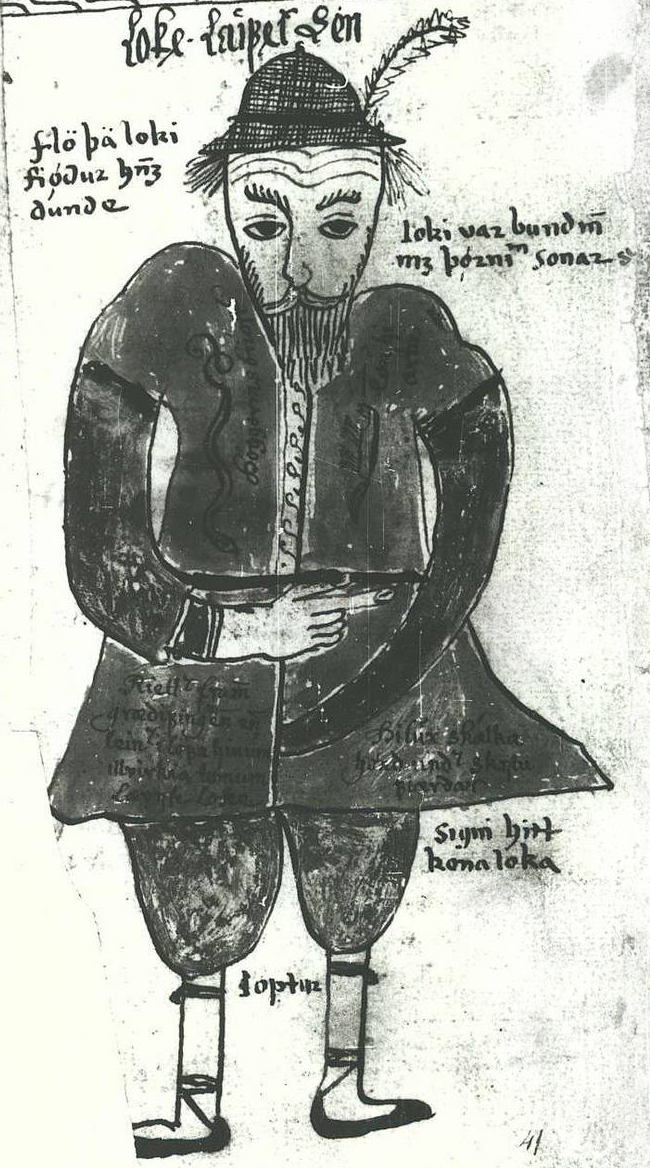
Loki
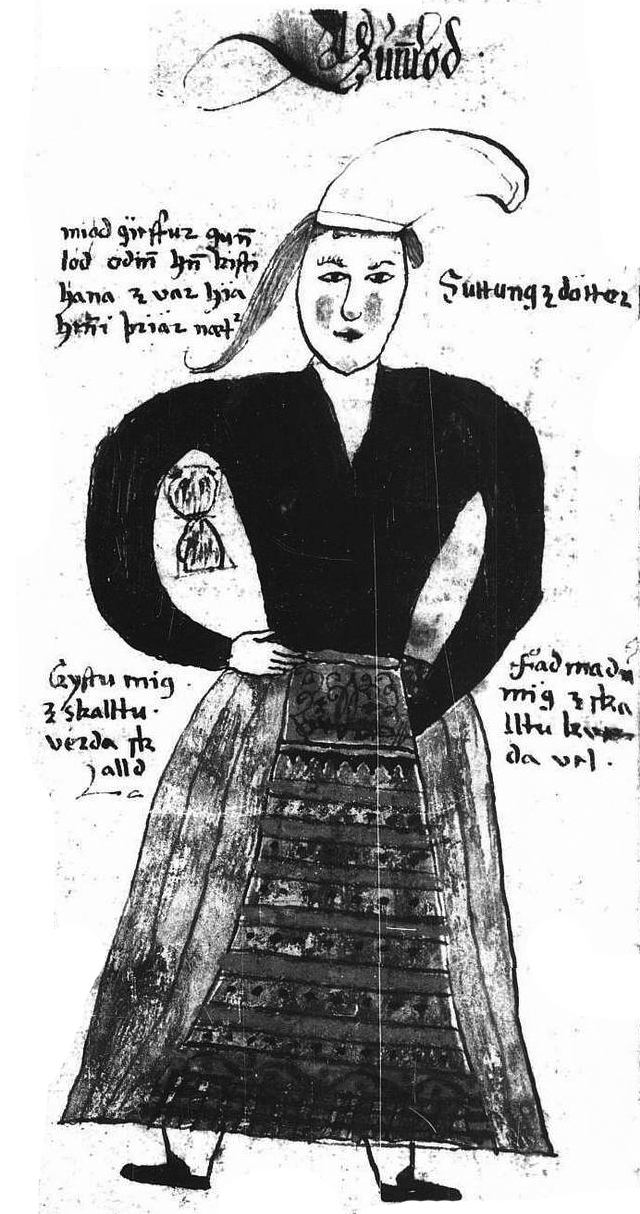
Gunnlöð
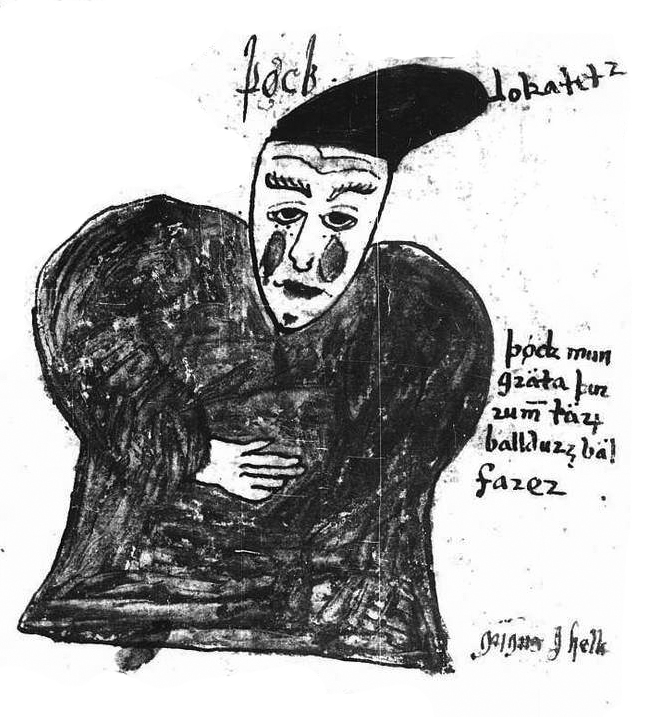
Þökk
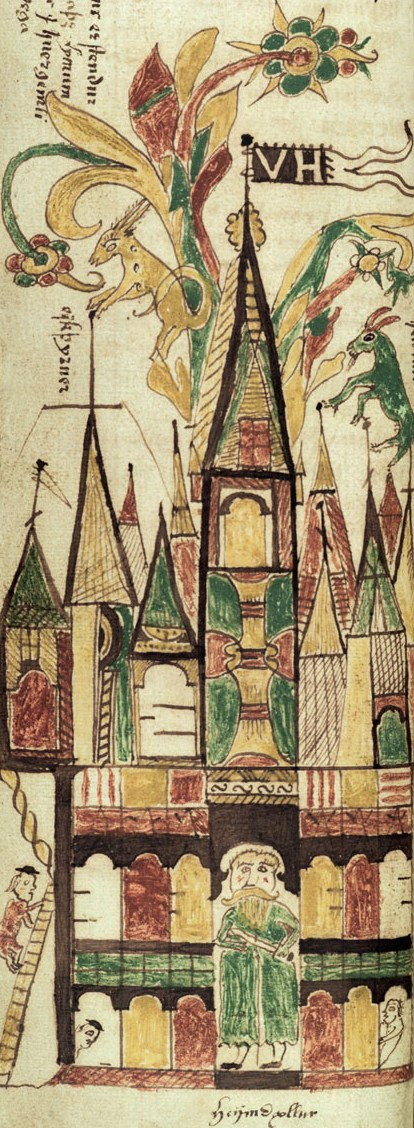
Valhöll
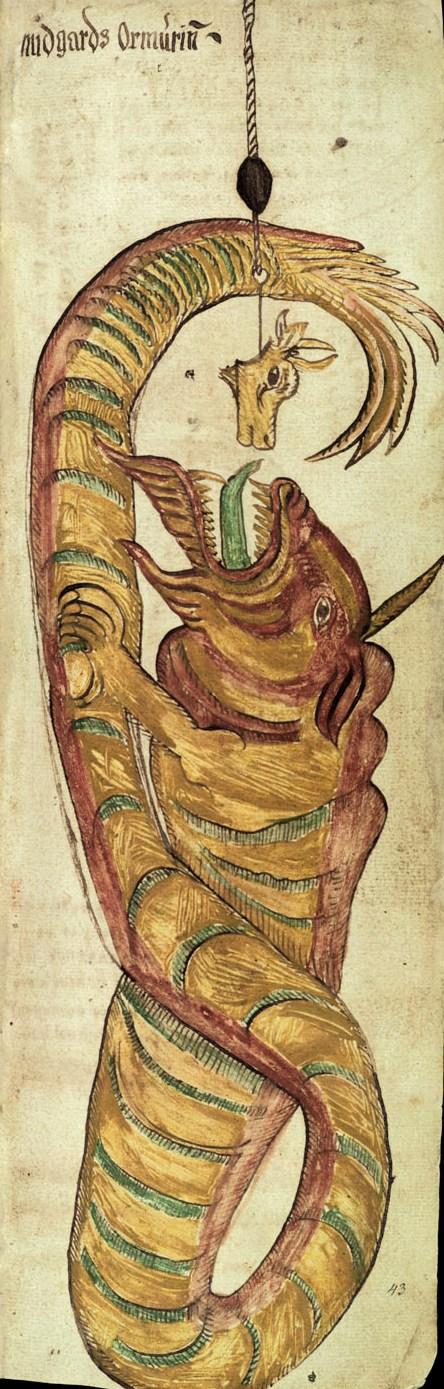
Jörmungandr
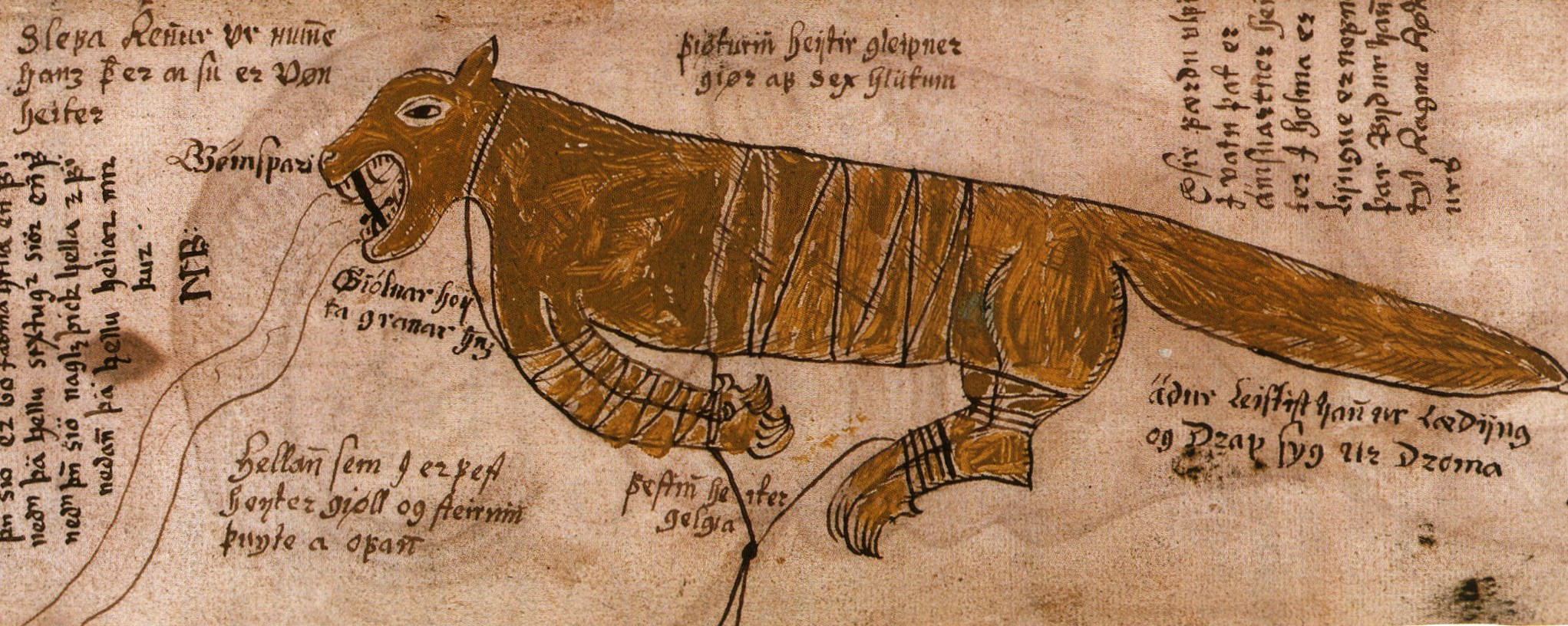
Fenrir
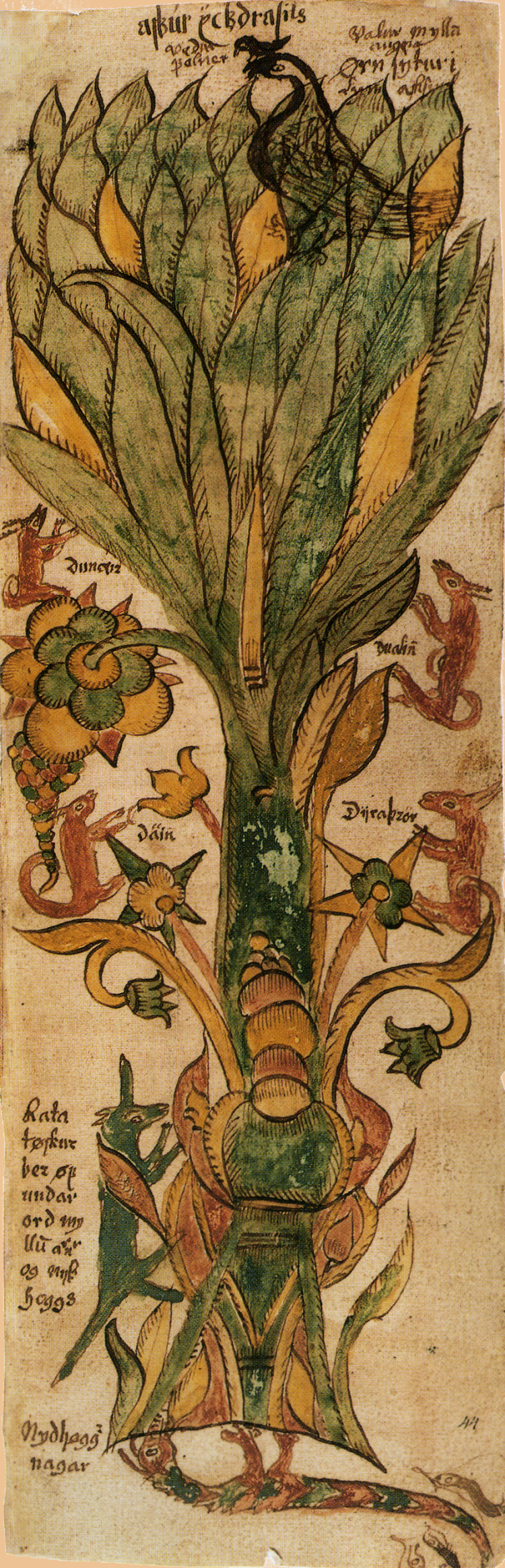
Yggdrasill